# Вентцель, Олина Дмитриевна
Олина Дмитриевна Вентцель (2 декабря 1938, Красноярск — 17 ноября 2007) — российская художница театра и кино, удостоенная почётного звания «мэтр музейной куклы».

## Биография

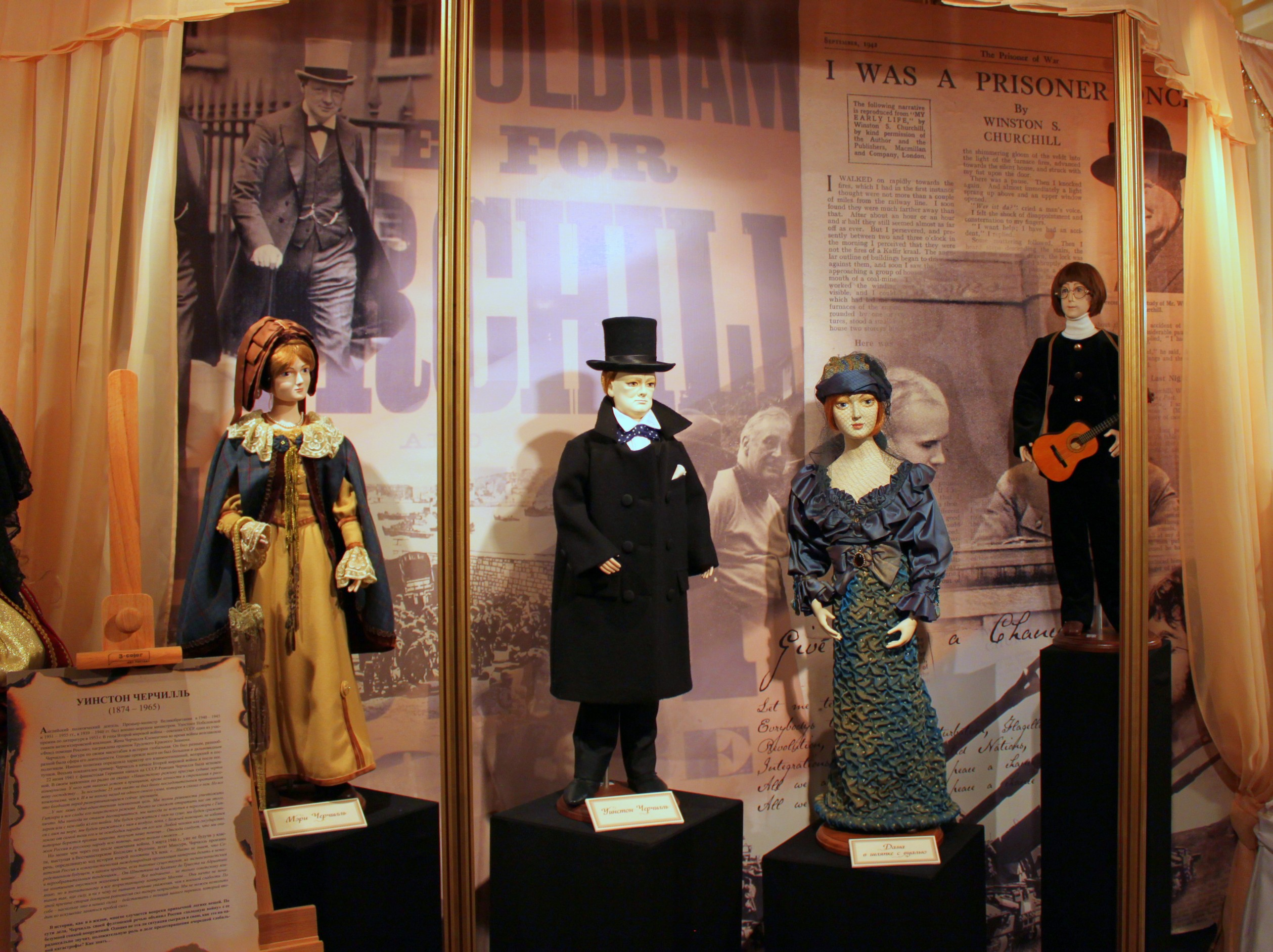
Куклы Олины Вентцель. В центре — Уинстон Черчилль.

Родилась 2 декабря 1938 года в Красноярске.
В 1961 году окончила Ленинградский Текстильный институт (ныне — Государственный университет технологии и дизайна (СПб ГУТиД)). Дипломная работа — костюм Гамлета для Иннокентия Смоктуновского в фильме Григория Козинцева.
С 1962 по 1995 годы — художница-постановщица по историческому костюму театра и кино (кинофильмы: «И ещё одна ночь Шахерезады», «Осада», «Случай в аэропорту» и др.).
С 1986 года художница работает над созданием авторских кукол из фарфора в исторических костюмах.
Вентцель — мастерица, создающая не просто кукол, а масштабные проекты, посвящённые как различным историческим темам, так и жизни и творчеству великих людей. Её работы — даже не куклы в обычном понимании, а своеобразная дворцовая скульптура, требующая определённого интерьера, соответствующего окружения, целого мира, формируемого вокруг неё. Сегодня творчество Вентцель широко известно не только в России, но и в Европе и Америке. Одним из самых больших собраний произведений Вентцель обладает московская «Галерея Анастасии Чижовой», где она была главной художницей.
На протяжении более чем 20 лет Вентцель были созданы сотни кукол. В их числе куклы, изображающие исторических личностей; каждая из них привлекает внимание не только точным портретным сходством, но и тщательно продуманными, выверенными с точки зрения принадлежности к определённой эпохе, роскошными костюмами из парчи, бархата, шёлка. Значительное место в творчестве мастерицы занимали работы, созданные по мотивам произведений мировой литературы: пьесам У. Шекспира, поэзии А. С. Пушкина, сказкам Г. Х. Андерсона и др.
Отличительной особенностью творчества Вентцель было стремление к масштабной разработке той или иной избранной темы. Результатом стали многочисленные тематические кукольные серии. Более 200 персонажей разных стран и разных эпох, начиная с древнеегипетских фараонов, объединила коллекция «История человечества в куклах», хранящаяся в «Галерее Анастасии Чижовой». Её составной частью является серия «Династия Романовых».
Куклы Олины Дмитриевны Вентцель хранятся в музеях и частных коллекциях Москвы, Амстердама, Нью-Йорка, Венеции, Парижа, Копенгагена.
Скончалась 17 ноября 2007 года.

## Выставки

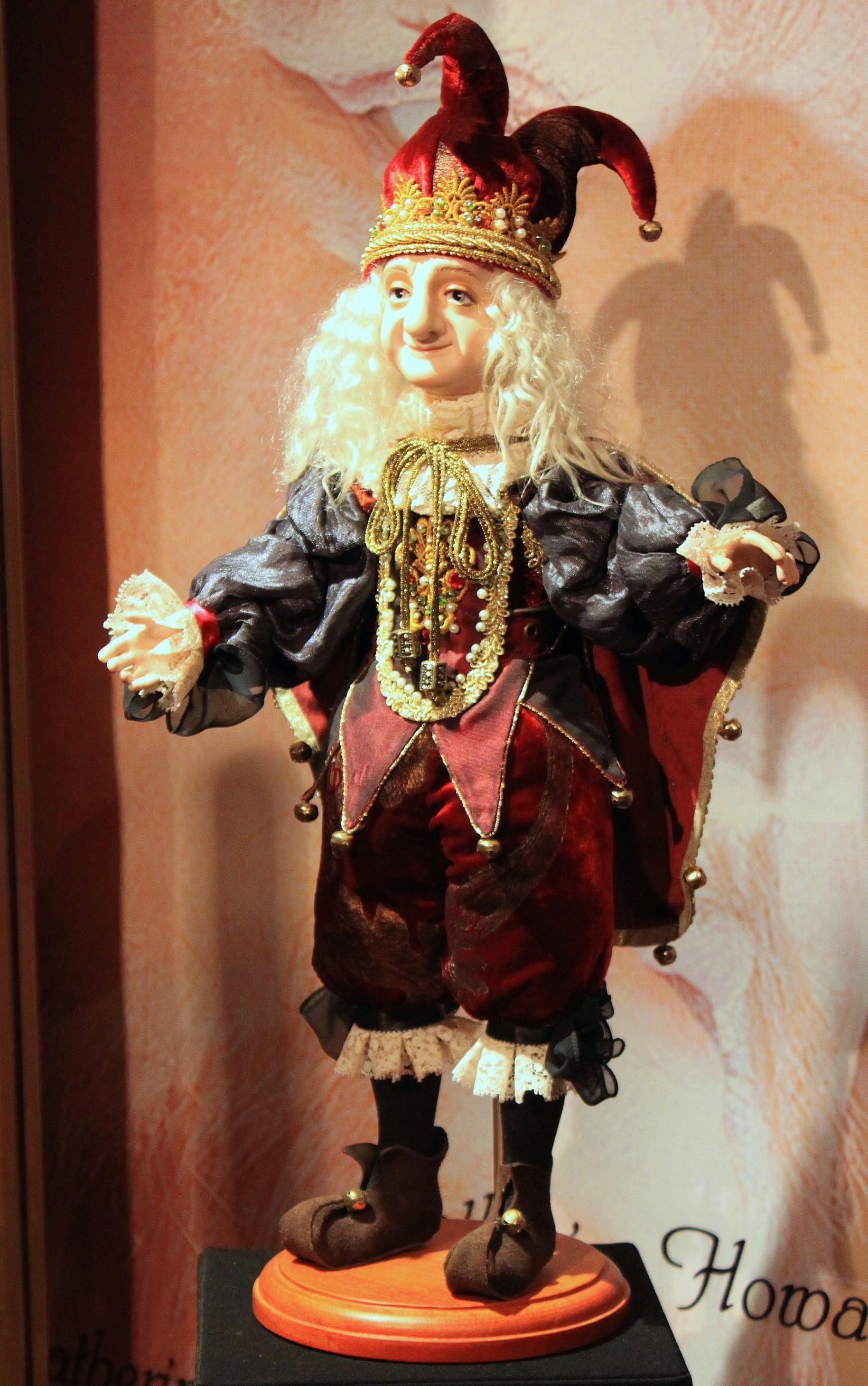
Кукла шута

- Гавайи и США («Русский Арт», 1989)
- Амстердам, «Рембрандтовский центр» (1991)
- Венеция и Париж (1992)
- Москва, «Галерея Н. Б.» (1993)
- Нью-Йорк, «Арт-Экспо» (1994)
- Москва, «Центральный дом журналистов» (1996)
- Москва, «Галерея-клуб в Сабурово» (1997)
- Москва, «Российский фонд культуры» и «Государственный музей А. С. Пушкина» (1998)
- Москва, «Пушкинский бал в галереи Вахтанов» ЦДХ (1999)
- Дания, Копенгаген выставка в ратуше (1999)
- Дания, «Музей Ольга Люст», «Центр Балеруп Блад», «Музей Леголенд» (2000)
- Москва, Первый Международный Салон Кукол (2005)
- Москва, Манеж, Первый Московский международный фестиваль искусств «Традиции и современность», (2007)
- Москва, Государственный музей А. С. Пушкина, «Маскарад в Пушкинском» (2007)
- Москва, Персональная выставка «Ах, эти куклы!» в Государственном Академическом театре им Е.Вахтангова из цикла выставок, посвящённых театру.

## Награды
- Приз «Лучшая кукла. One-of-a-kind» (Первый Международный Салон Кукол в Москве, 2005)
- Бронзовая статуэтка «Вера» за лучшую авторскую работу в категории «Прикладное искусство» (Первый Московский международный фестиваль искусств «Традиции и современность», 2007)
- Медаль «За выдающийся вклад в развитие коллекционного дела в России»[1]